# Никольский (Свердловская область)
Никольский — посёлок в муниципальном округе Красноуральск Свердловской области России.

## География
Посёлок Никольский расположен в 11 километрах (по автомобильной дороге в 13 километрах) к юго-юго-востоку от города Красноуральска, на левом берегу реки Салды (правого притока Туры). В окрестностях посёлка имеется система прудов на реке Салде.

## Население
| 2002 | 2010 |
| ---- | ---- |
| 9    | ↗12  |